# タブク狙撃銃
タブク狙撃銃(Tabuk Sniper Rifle)は、イラクで設計されたマークスマンライフルである。カディシヤ県タブクの工場においてザスタバ・アームズが売却した生産設備を利用して生産されており、ザスタバM70突撃銃など同工場で生産された全ての小銃は区別なくタブクと総称されていた。

## 背景
タブク狙撃銃に先立って、ザスタバ・アームズではM70突撃銃の派生型としてM76狙撃銃を開発している。
M70突撃銃シリーズは、いずれもRPK型と呼ばれる大型の機関部を備えていた。これは通常のAK型機関部より重量がかさむものの、強度が高められている。AKシリーズにおけるRPK機関銃に相当するM72機関銃はM70を長銃身化したものであり、タブク狙撃銃の直接の原型となった。
消炎器を含め24.5インチの銃身を備えるロシア製RPKやユーゴスラビア製M72と異なり、イラク製タブク狙撃銃は21.4インチ程度の銃身長で、これはM72より若干短いもののAKMやM70の16.25インチ銃身に比べれば十分に長大である。タブク狙撃銃はM72と同様、銃口にロシア製銃器によく見られる14x1mm左ネジが切られており、ソ連製の消炎器や消音器など各種のマズルアタッチメントを装着する事が可能である。

## 設計

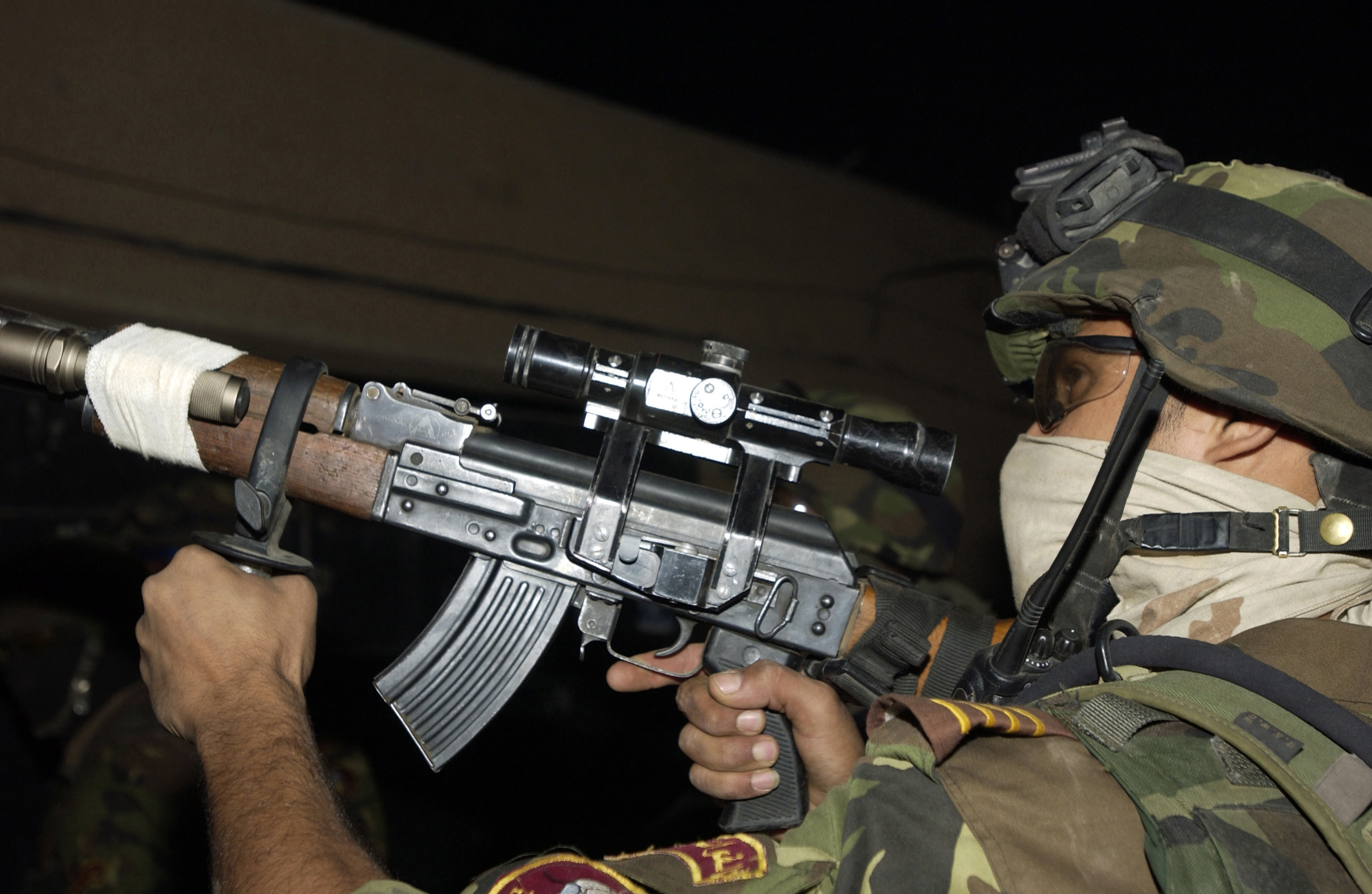
イラク陸軍第6師団第2旅団第3大隊の兵士。サドルシティへの襲撃の最中、タブク狙撃銃を構える。（2005年9月10日）

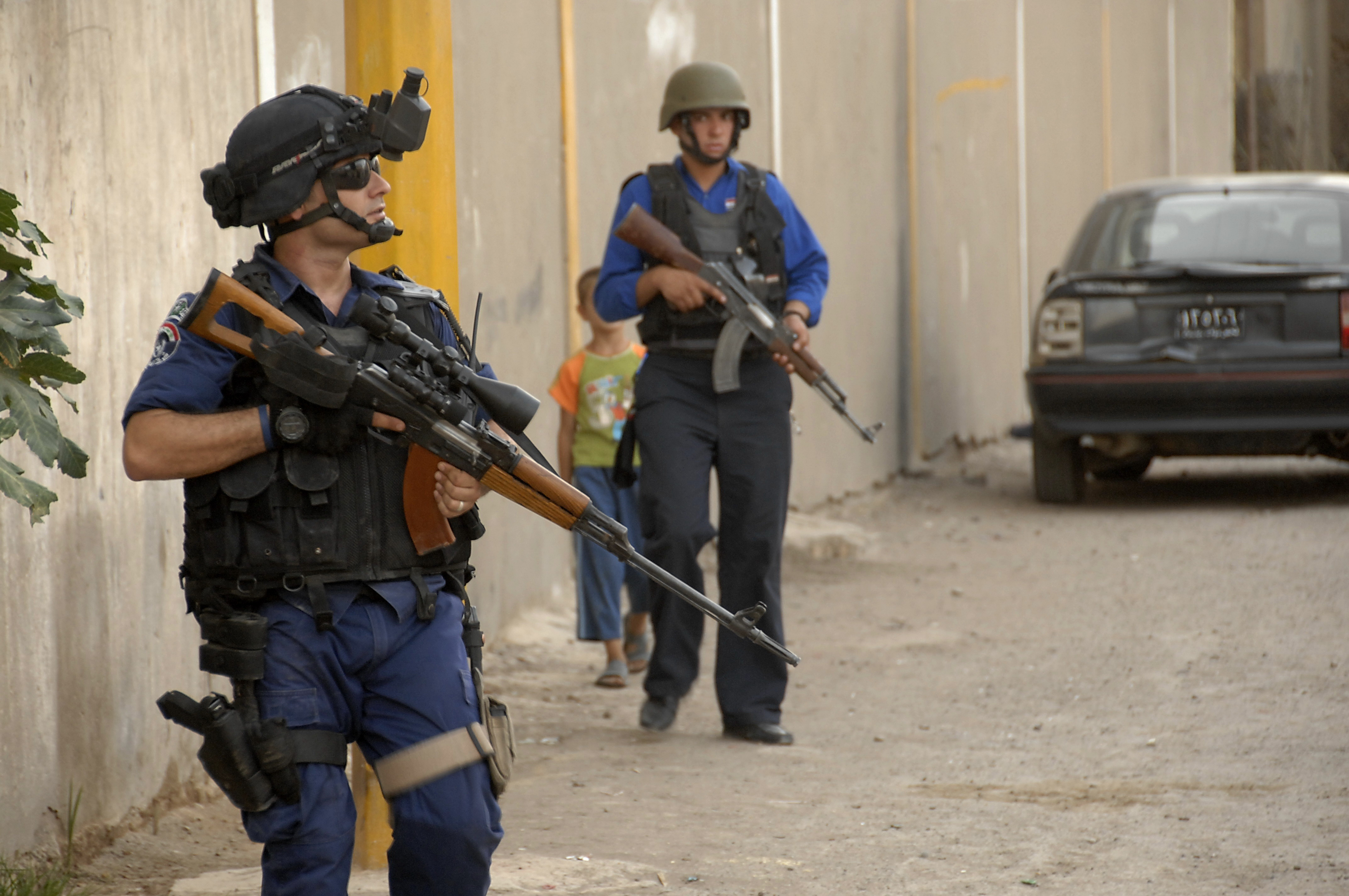
タブク狙撃銃で武装し、バグダッドを警邏するイラク人警察官。(2008年)

タブク狙撃銃とM72の相違は少ない。外見上明確な差はほとんど無く、半自動専用の内部機構が最も大きな相違点である。この機構は銃の用途を制圧射撃などではなく精密射撃に制限すると共に、フルオート射撃を廃する事によって銃身の寿命と精度を維持する事に繋がっている。
外見上の最も大きな差は、タブク狙撃銃に取り付けられた非常に軽量な銃身であろう。M72は冷却効率を高めるべく銃身の質量と表面積を大きくしており、結果として銃身が比較的重くなっている。しかしタブク狙撃銃はフルオート射撃を廃している為、これを省略する事が可能なのである。東側の狙撃銃では精密射撃用重銃身を装備する事は一般的ではなく、SVD狙撃銃やPSL狙撃銃にも同じ特徴を見る事ができる。
その他にも細部の差によってM72と区別する事ができる。例えばタブク狙撃銃には光学照準器の取付箇所があり、チークピースやスケルトン・ストック型銃床を備えている。さらにM72は標準的に二脚を備えているが、タブク狙撃銃にはそれはがない。二脚そのものは狙撃銃の付属品としても珍しくはないものの、タブク狙撃銃では軽量化の為に除かれたのである。
タブク狙撃銃は、精度を高め光学照準器を取り付けたM72と見なす事ができる。弾丸も標準的なM72と同様のソ連製M43実包（7.62x39mm弾）を使用する。弾倉はAKMのものと互換性がある。
ただし、M43実包を使用するタブク狙撃銃の有効射程は600m程度とされており、西側の基準に照らし合わせると狙撃銃ではなくマークスマンライフルとして扱われる事になる。
タブク狙撃銃は、有効射程内であればPSLやSVDと同程度に活用することが可能とされる。その一方でM43実包の弾道は比較的低速かつ安定している為、より高速なSVDやPSLの7.62x54mmR弾に比べると600m以上の距離での銃撃において殺傷能力が劣るとされる。